# Thrypticus vietus
Thrypticus vietus är en tvåvingeart som beskrevs av Van Duzee 1915. Thrypticus vietus ingår i släktet Thrypticus och familjen styltflugor.
Artens utbredningsområde är Florida. Inga underarter finns listade i Catalogue of Life.